# Kurt Lüthi
Kurt Lüthi (* 31. Oktober 1923 in Rohrbach BE; † 11. Juni 2010 in Wien) war ein Schweizer reformierter Theologe und Professor an der Universität Wien.

## Leben
Nach dem Studium der Evangelischen Theologie in Bern und Basel unter anderem bei Karl Barth, Karl Ludwig Schmidt und Oscar Cullmann wurde Lüthi 1949 Pfarrer der evangelisch-reformierten Kirche des Kantons Bern, zunächst in Beatenberg und später in Biel. Mit einer neutestamentlichen Dissertation über Judas Iskariot wurde er 1955 in Basel zum Dr. theol. promoviert. 1959 habilitierte er sich an der Universität Bern. Von 1964 bis zu seiner Emeritierung 1990 lehrte er als Professor für Systematische Theologie (Helvetisches Bekenntnis) an der Evangelisch-Theologischen Fakultät der Universität Wien. Er war langjähriges Mitglied der Synode der Evangelischen Kirche H.B. in Österreich und der Generalsynode der Evangelischen Kirche A. und H.B.
Besondere Schwerpunkte seiner Theologie waren die politische Ethik, die Feministische Theologie und die Beziehung von Theologie und Psychoanalyse. Ferner engagierte er sich im christlich-jüdischen Dialog (1967–1988 als Vorstandsmitglied im Koordinierungsausschuss für christlich-jüdische Zusammenarbeit), im ökumenischen Dialog (1965 Gründung des „Ökumenischen Arbeitskreises“ mit Wilhelm Dantine, Ferdinand Klostermann und Otto Mauer; 1970 Ehrenmitglied der Stiftung Pro Oriente), im christlich-marxistischen Dialog sowie im Gespräch zwischen Theologie und Kunst.

## Veröffentlichungen (Auswahl)
- Judas Iskarioth in der Geschichte der Auslegung von der Reformation bis zur Gegenwart. Zürich 1955.
- Gott und das Böse. Eine biblisch-theologische und systematische These zur Lehre vom Bösen, entworfen in Auseinandersetzung mit Schelling und Karl Barth. Zürich 1961 (auch als Habil.-Schrift, Bern).
- (mit Kurt Marti und Kurt von Fischer): Moderne Literatur, Malerei und Musik : 3 Entwürfe zu einer Begegnung zwischen Glaube und Kunst. Zürich 1963.
- Die neue Welt der Schriftsteller. Theologische Argumente für die Literatur der Gegenwart. Stuttgart 1968.
- (als Hrsg. mit Wilhelm Dantine): Theologie zwischen gestern und morgen. Interpretationen und Anfragen zum Werk Karl Barths. München : Kaiser 1968.
- Theologie als Dialog mit der Welt von heute. Freiburg im Breisgau 1971.
- Gottes neue Eva. Wandlungen des Weiblichen. Stuttgart 1978.
- Feminismus und Romantik. Sprache, Gesellschaft, Symbole, Religion. Wien – Köln – Graz 1985.
- (hrsg. mit Koloman N. Micskey): Theologie im Dialog mit Freud und seiner Wirkungsgeschichte. Wien 1991.
- Mut zum fraglichen Sein. Wege eines Theologen zu zeitgenössischer Kunst und Literatur. Wien 1996.
- Christliche Sexualethik. Traditionen, Optionen, Alternativen. Wien 2001.